# Species IV – Das Erwachen
Species IV – Das Erwachen (Originaltitel: Species: The Awakening) ist ein US-amerikanischer Science-Fiction-Film von Regisseur Nick Lyon aus dem Jahr 2007. Das Drehbuch schrieb Ben Ripley. Die Hauptrollen spielten Helena Mattsson, Ben Cross und Dominic Keating. Der Film wurde in den Vereinigten Staaten erstmals am 29. September 2007 auf Syfy ausgestrahlt. Die Erstausstrahlung in Deutschland fand am 23. Januar 2009 auf Pro7 statt.

## Handlung
Die junge Miranda Hollander absolviert gerade ihr Studium, als sie eines Abends eine Party besucht. Am nächsten Morgen wird sie von einem Jogger leicht verletzt im Wald aufgefunden. Sie hat als einziger Partygast überlebt. Im Krankenhaus verwandelt sie sich nach einer Röntgenaufnahme in ein alienartiges Monster und läuft Amok. Inzwischen ist klar, dass sie auch mit dem Massaker auf der Party zu tun hatte. Ihr Onkel, Tom Hollander, welcher Dozent an der Uni ist, an der sie studiert, holt sie vom Krankenhaus ab und flüchtet mit ihr zu einem ehemaligen Kollegen nach Mexiko. Auf der Fahrt erklärt er ihr, dass sie nur zur Hälfte ein Mensch sei. Die andere Hälfte ist außerirdisch. Sie ist nicht seine Nichte, sondern in einem Genexperiment entstanden. Da sie nun offenbar krank sei, bringe er sie zu dem Kollegen, der an ihrer Erschaffung beteiligt war und der sie hoffentlich werde heilen können. Miranda äußert den Wunsch, sich wegen der Morde später der Polizei zu stellen.
In Mexiko angekommen, verläuft die Suche nach dem Wissenschaftler ziemlich problematisch. Tom Hollander wird zuerst in einem Taxi von einem anderen Alien-Mutanten angegriffen. Im Laufe des Kampfes setzt er das Auto in Brand, wobei der Mutant sich schwere Brandwunden zuzieht, an denen er später offenbar stirbt. Am nächsten Tag wird der Professor von einer als Nonne verkleideten, weiblichen Alien-Mutantin angegriffen, kann ihr jedoch knapp entkommen. Mithilfe von Miranda, welche sich nun etwas erholt hat, macht er zuletzt seinen ehemaligen Kollegen ausfindig. Er hat sich ein unterirdisches Labor eingerichtet, in welchem er sich weiterhin Experimenten an Alien-Mensch-Hybriden widmet. Die Mutantin, welche den Professor tags zuvor angefallen hat, ist offenbar auch eine Kreation und Sex-Spielzeug des Wissenschaftlers. Auf Tom Hollanders Frage, weshalb er ihn töten wolle, antwortet dieser, dass er von nichts wisse, und seine Geschöpfe wohl eigenmächtig gehandelt haben.
Der gesundheitliche Befund von Miranda bringt zum Ergebnis, dass sie nicht krank ist, sondern an Altersschwäche leidet. Die einzige Möglichkeit, ihr Leben doch noch zu retten, liegt darin, dass die DNS eines anderen Menschen dafür entnommen werden muss, was dessen Tod zur Folge hätte. Miranda bittet ihren „Onkel“ darum, keinen Menschen ihretwegen zu töten, wird jedoch kurz darauf bewusstlos. Ihre Zeit läuft ab. Anfangs weigert sich Tom Hollander, sucht sich dann aber ein Opfer. Eine junge Frau, welche ihn mit einer Pistole bedroht und ausrauben will, wird schließlich von der Alien-Mutantin niedergeschlagen und gemeinsam in das Labor gebracht. Dort wird die DNS-Übertragung vorgenommen, und Miranda spinnt sich in einem Kokon ein.
Als sich Miranda wieder befreit, ist sie vollkommen gesund. Allerdings hat sich ihre Persönlichkeit komplett geändert. Miranda ist nun gewaltbereit, aggressiv und offenbar auch sehr kaltherzig geworden. Sie flüchtet aus dem Labor, um sich mit Menschen zu paaren und weitere Alien-Mutanten in die Welt zu setzen. Tom Hollander und der Wissenschaftler jagen sie. Beiden ist nun klar, dass von der eigentlichen Miranda nicht mehr viel übrig ist und dass nun ihre Alien-Seite dominiert. Angefangen mit einem weiteren Hybriden, der sich nicht mit ihr paaren will, richtet Miranda ein regelrechtes Blutbad an. Die „Nonne“, welche Tom Hollander die Schuld an der Misere gibt, greift ihn in einer Kirche an und will ihn töten. Doch abermals kann er entkommen. In der Zwischenzeit hat Miranda Toms Freund gefunden, welcher sie gejagt hat. Sein Versuch, sie zu betäuben, scheitert, und Miranda vergewaltigt und tötet ihn anschließend. Danach kehrt sie zum Labor zurück.
Tom Hollander ist inzwischen ebenfalls dorthin zurückgekehrt. Ebenso die Mutantin, welche ihn schon zweimal angegriffen hat. Miranda – inzwischen hochschwanger – und die andere Alien-Mutantin liefern sich einen heftigen Kampf, bei welchem große Teile der Einrichtung zerstört und beide tödlich verletzt werden. Bei dem Kampf wird auch Tom Hollander leicht verletzt. Der Dozent gibt der Mutantin seines ehemaligen Kollegen den Todesstoß, indem er sie erschießt. Miranda hat, im Sterben liegend, ihre ursprüngliche Persönlichkeit zurückerlangt. Sie sagt ihrem „Onkel“, dass es so besser sei und dass er es endgültig beenden soll. Kurz nachdem sie gestorben ist, dreht er die Gasflaschen im Labor auf und verlässt fluchtartig das Gebäude. Als sich das Gas ausgebreitet hat, schießt er in das Gebäude, das Gas entzündet sich, und es kommt zu einer großen Explosion, bei welcher das gesamte Labor zerstört wird – und damit wahrscheinlich auch alle Aufzeichnungen und Experimente an der Alien-DNS. Tom Hollander verlässt den Ort der Explosion.

## Kritik
Species IV – Das Erwachen wurde überwiegend negativ aufgenommen. In der Internet Movie Database erhielt der Film 4,1 von 10 möglichen Sternen. Das Lexikon des internationalen Films urteilt: „Mediokrer Horrorfilm als drittes Sequel der ‚Species‘-Serie, der wenig Überzeugungsarbeit leistet.“ Auch die Filmzeitschrift Cinema zieht eine negative Bilanz: Der Film sei „öde konstruiert“ und beinhalte „grottige Effekte“. Weiterhin wird das Drehbuch stark kritisiert. Kino.de bezeichnet Species IV – Das Erwachen als „solide Bedienung für SF-Vielseher“.